# 第30軍 (日本軍)
第30軍（だいさんじゅうぐん）は、大日本帝国陸軍の軍の一つ。

## 沿革
ソ連（現・独立国家共同体およびロシア連邦）の満洲帝國侵攻を目前にした1945年（昭和20年）7月30日付で編制され、第3方面軍の戦闘序列に編入、南満州に配備された。
1945年8月8日、ソ連最高指導者ヨシフ・スターリンは日ソ中立条約を破棄、赤軍に大日本帝國および満洲帝國への侵攻開始を命じた（ソ連対日参戦）。このため本軍団はソ連軍と直接対決を行い、満洲帝國の首都新京（現・ 中国吉林省長春市）で昭和天皇の玉音放送を聴いた。GHQの一般命令第一号に基づき、隷下の師団や連隊はソ連赤軍に降伏するように指示され、多数の兵士がシベリアに抑留された。

## 軍概要
- 通称号：敏
- 編成時期：1945年7月30日
- 最終位置：新京特別市（現・中国吉林省長春市）
- 上級部隊：第3方面軍

### 歴代司令官
- 飯田祥二郎 予備役中将：1945年7月25日 -

### 歴代参謀長
- 加藤道雄 少将：1945年7月29日 –

### 最終司令部構成
- 司令官：飯田祥二郎中将
- 参謀長：加藤道雄少将
- 高級参謀：吉川猛大佐
  - 作戦参謀：桑正彦中佐
  - 後方参謀：広瀬雋佶少佐
  - 情報参謀：山口満雄少佐

### 最終所属部隊
- 第39師団
- 第125師団
- 第138師団
- 第148師団

#### 直轄部隊
- 第2工兵隊司令部：平野省三少将 
  - 独立工兵第40連隊：嶋村茂少佐
- 重砲兵第1連隊：白木良三大佐
- 重砲兵第19連隊：神田達志少佐
- 独立重砲兵第7大隊：吉本正英少佐
- 独立野戦重砲兵第21大隊：滝井暎少佐
- 独立臼砲第27大隊：石塚雄二少佐
- 独立自動車第116大隊：奥山常盤大尉
- 独立輜重兵第53大隊：竹中蘭平少佐
- 第42野戦道路隊：大西馨大尉
- 陸上勤務第88中隊：山本一雄大尉
- 水上勤務第41中隊：伊藤一中尉
- 建築勤務第82中隊：石黒緑中尉

#### 特設警備隊
- 特設警備第601大隊（乙編制、新京）：箭内二師雄少尉（代理）
- 特設警備第604大隊（乙編制、通化・臨江）：樋口秀則中佐
- 特設警備第609大隊（乙編制、新京）
- 特設警備第614中隊
- 特設警備第638中隊
- 特設警備第639中隊
- 特設警備第640中隊
- 特設警備第642中隊
- 第601特設警備工兵隊（新京）：山内高一少尉（代理）